# Mingus at Monterey
Mingus at Monterey ist ein Jazzalbum von Charles Mingus, das am 20. September 1964 auf dem Monterey Jazz Festival im kalifornischen Monterey mitgeschnitten wurde. Es erschien 1966 auf dem Mingus-eigenen Label Jazz Workshop. Erstmals als Compact Disc wurde das Album 1986 in Japan auf Fantasy Records veröffentlicht.

## Hintergrund
Nach seiner erfolgreichen Europatournee im Sommer 1964 (u. a. dokumentiert auf dem Album The Great Concert, Paris 1964) und einem Engagement im Jazzclub The Jazz Showcase in San Francisco (Right Now: Live at the Jazz Workshop) trat Mingus im September 1964 auf dem Monterey Jazz Festival auf. Zunächst spielte er mit seiner regulären Band, die zu dieser Zeit aus Lonnie Hillyer, Booker Ervin, Jaki Byard und Dannie Richmond bestand. Für den erkrankten Booker Ervin sprang teilweise John Handy auf dem Tenorsaxophon ein. Zunächst spielte die Mingus-Band ein ausgedehntes Duke Ellington Medley, gefolgt von der Mingus-Komposition Orange Was the Colour of Her Dress, Then Blue Silk. Mingus war nach Monterey mit einem neuen Unisono-Frontline-Arrangement seines Titels Orange Was the Color of Her Dress gekommen, das dann Gil Evans 1978 für seine Einspielung des Titels mit George Adams verwendete. Die Mingus-Band erhielt stehende Ovationen vom Publikum; den Höhepunkt sowohl für die Jazzpresse als auch die regionalen Zeitungen stellte die Big-Band-Aufführung von Meditations on Integration dar, gespielt von einer zwölfköpfigen Formation, die Buddy Collette zusammengestellt hatte und die neben den regulären Mingus-Musikern auch die Trompeter Bobby Bryant und Melvin Moore, den Tubisten Red Callender, den Posaunisten Lou Blackburn sowie Charles McPherson (Alt), John Handy (Tenor) und Jack Nimitz (Baritonsaxophon) umfasste.
Buddy Collette hatte bereits zwei Tage zuvor mit den Musikern geprobt; die Orchestrierung der ausgeschriebenen Passagen stammte von Jaki Byard. Mingus schrieb hierzu:

„[Zunächst] spielen sie den komponierten Teil. Dann kommt der Improvisationsteil, der komponierte und erneut der Improvisationsteil. Improvisation gibt in diesem Fall nicht an, was sie spielen, sondern in welchem Umfang sie spielen. Einer spielt einen komponierten Teil, während ein anderer darüber improvisiert. Es ist Chaos, aber organisiertes Chaos.“

Mingus hatte dieses Prinzip der kontrollierten Avantgarde einige Tage zuvor bei einer Konzertreihe mit dem Titel October Revolution in Jazz mit seinen Kompositionen Far Well’s und Mill Valley angewandt.
Mingus brachte die Aufnahmen in den 1960er Jahren als Doppelalbum für 10 $ per Mailorder auf seinem eigenen Label heraus, bevor sie in Europa und Japan auch von anderen Labels veröffentlicht wurden.

## Titelliste
- Charles Mingus: Mingus at Monterey (Jazz Workshop JWS 001/JWS 002, Jazz Workshop 710-1572, Fantasy – VDJ-1572)
- Ellington Medley – 24:00
  1. I Got It Bad and That Ain’t Good (Ben Webster, Ellington)
  2. In a Sentimental Mood (Ellington)
  3. All Too Soon (Carl Sigman, Ellington)
  4. Mood Indigo (Barney Bigard, Ellington, Mills)
  5. Sophisticated Lady (Ellington, Mills, Mitchell Parish)
  6. Take the "A" Train (Billy Strayhorn, Ellington)
  7. Orange Was the Color of Her Dress, Then Blue Silk (Mingus) – 16:25
  8. Meditations on Integration (Mingus) – 26:20
- Anmerkung: Die Titelliste folgt der Ausgabe von Mingus at Monterey als Compact Disc (Jazz Workshop 710-1572, Fantasy – VDJ-1572).

## Rezeption
Die Zeitschrift Hi Fi/stereo Review schrieb 1965 nach Erscheinen des Albums unter der Überschrift A Festival Triumph: „Das Doppelalbum zeichnet sich durch emotionale Tiefe und wagemutige Fantasie aus, was zum bemerkenswertesten Triumph in der Festivalgeschichte zählen dürfte.“
Scott Yanow verlieh dem Album im AllMusic 4½ (von fünf) Sterne und urteilte:

„Einer der Höhepunkte der Karriere von Charles Mingus war sein Auftritt auf dem Monterey Jazz Festival 1964. […] Diese Musik […] zeigt dem Bassisten/Komponisten/Bandleader auf dem Gipfel seiner Kräfte.“

Für die Mingus-Biografen Horst Weber und Gerd Filtgen beginnt das Ellington-Medley zunächst „melodisch und verhalten […], um dann in ’Take the “A” Train’ mächtig aufzudrehen. Jaki Byard spielt in bestechender Form.“